# Brian Boyle
Brian Paul Boyle, född 18 december 1984 i Hingham, Massachusetts, är en amerikansk professionell ishockeyforward som spelar för Nashville Predators i NHL.
Han har tidigare spelat på NHL-nivå för  New Jersey Devils, Toronto Maple Leafs, Tampa Bay Lightning, New York Rangers och Los Angeles Kings och på lägre nivåer för Manchester Monarchs i AHL och Boston College Eagles (Boston College) i NCAA. Boyle debuterade i landslaget för USA under VM 2021 i Riga.

## Spelarkarriär

### NHL

#### Los Angeles Kings
Boyle valdes i första rundan i 2003 års NHL-draft av Los Angeles Kings som 26:e spelare totalt.

#### New York Rangers
Den 28 juni 2009, under NHL-draften, tradades han till New York Rangers i utbyte mot ett draftval i tredje rundan 2010 (Jordan Weal).

#### Tampa Bay Lightning
Han skrev på ett treårskontrakt med Tampa Bay Lightning den 2 juli 2014.

#### Toronto Maple Leafs
Vid trade deadline 2017 tradades han till Toronto Maple Leafs i utbyte mot Byron Froese och ett draftval i andra rundan 2017 (Alexander Volkov).

#### New Jersey Devils
1 juli 2017 skrev han som free agent på ett tvåårskontrakt med New Jersey Devils.

#### Nashville Predators
Den 6 februari 2019 tradades han till Nashville Predators i utbyte mot ett draftval i andra rundan 2019.

## Statistik
| 2000–2001   | St. Sebastian's School |             | 25  | 20  | 19 | 39  | 23  | —   | —  | —  | —  | —  |
| 2001–2002   | St. Sebastian's School |             | 28  | 21  | 26 | 47  | 22  | —   | —  | —  | —  | —  |
| 2002–2003   | St. Sebastian's School |             | 31  | 32  | 31 | 63  | 46  | —   | —  | —  | —  | —  |
| 2003–2004   | Boston College Eagles  | NCAA        | 35  | 5   | 3  | 8   | 36  | —   | —  | —  | —  | —  |
| 2004–2005   | Boston College Eagles  | NCAA        | 40  | 19  | 8  | 27  | 64  | —   | —  | —  | —  | —  |
| 2005–2006   | Boston College Eagles  | NCAA        | 42  | 22  | 30 | 52  | 90  | —   | —  | —  | —  | —  |
| 2006–2007   | Boston College Eagles  | NCAA        | 42  | 19  | 34 | 53  | 104 | —   | —  | —  | —  | —  |
|             | Manchester Monarchs    | AHL         | 2   | 0   | 0  | 0   | 2   | 16  | 3  | 5  | 8  | 13 |
| 2007–2008   | Los Angeles Kings      | NHL         | 8   | 4   | 1  | 5   | 4   | —   | —  | —  | —  | —  |
|             | Manchester Monarchs    | AHL         | 70  | 31  | 31 | 62  | 87  | —   | —  | —  | —  | —  |
| 2008–2009   | Los Angeles Kings      | NHL         | 28  | 4   | 1  | 5   | 42  | —   | —  | —  | —  | —  |
|             | Manchester Monarchs    | AHL         | 42  | 10  | 11 | 21  | 73  | —   | —  | —  | —  | —  |
| 2009–2010   | New York Rangers       | NHL         | 71  | 4   | 2  | 6   | 47  | —   | —  | —  | —  | —  |
| 2010–2011   | New York Rangers       | NHL         | 82  | 21  | 14 | 35  | 74  | 5   | 0  | 0  | 0  | 6  |
| 2011–2012   | New York Rangers       | NHL         | 82  | 11  | 15 | 26  | 59  | 17  | 3  | 3  | 6  | 15 |
| 2012–2013   | New York Rangers       | NHL         | 38  | 2   | 3  | 5   | 29  | 11  | 3  | 2  | 5  | 2  |
| 2013–2014   | New York Rangers       | NHL         | 82  | 6   | 12 | 18  | 56  | 25  | 3  | 5  | 8  | 19 |
| 2014–2015   | Tampa Bay Lightning    | NHL         | 82  | 15  | 9  | 24  | 54  | 25  | 1  | 1  | 2  | 10 |
| 2015–2016   | Tampa Bay Lightning    | NHL         | 76  | 13  | 7  | 20  | 57  | 17  | 5  | 0  | 5  | 20 |
| 2016–2017   | Tampa Bay Lightning    | NHL         | 54  | 13  | 9  | 22  | 48  | —   | —  | —  | —  | —  |
|             | Toronto Maple Leafs    | NHL         | 21  | 0   | 3  | 3   | 18  | 6   | 0  | 2  | 2  | 6  |
| 2017–2018   | New Jersey Devils      | NHL         | 69  | 13  | 10 | 23  | 45  | 5   | 0  | 0  | 0  | 14 |
| 2018–2019   | New Jersey Devils      | NHL         | 47  | 13  | 6  | 19  | 22  | —   | —  | —  | —  | —  |
|             | Nashville Predators    | NHL         | 26  | 5   | 0  | 5   | 16  | 3   | 0  | 2  | 2  | 2  |
| NHL totalt  | NHL totalt             | NHL totalt  | 766 | 124 | 92 | 216 | 571 | 114 | 15 | 15 | 30 | 94 |
| AHL totalt  | AHL totalt             | AHL totalt  | 114 | 41  | 42 | 83  | 162 | 16  | 3  | 5  | 8  | 13 |
| NCAA totalt | NCAA totalt            | NCAA totalt | 159 | 65  | 75 | 140 | 294 | —   | —  | —  | —  | —  |